# Hydro-Man
Hydro-Man (chiamato anche l'Uomo Acqua in alcune edizioni italiane), il cui il vero nome è Morris Bench, è un personaggio dei fumetti creato da Dennis O'Neil (testi) e John Romita Jr. (disegni) nel 1981, pubblicato dalla Marvel Comics. La prima apparizione avviene in The Amazing Spider-Man (prima serie) n. 212.

## Biografia del personaggio
Morris Bench lavorava a bordo di un cargo che stava posizionando nell'oceano un nuovo generatore sperimentale. Accidentalmente scaraventato in mare dall'Uomo Ragno, Bench si trovò esposto ad un'energia ignota prodotta dal generatore guasto, all'acqua di mare ed ai gas di un vulcano sottomarino. Dopo esser stato tratto in salvo, scoprì di poter trasformare il proprio corpo o parte di esso in acqua. Furioso per l'accaduto, decise di far pagare tutti i responsabili, tra i quali proprio l'Uomo Ragno.
Dopo essersi scontrato con lui diverse volte, l'Uomo Ragno sconfisse Hydro-Man disperdendolo in un'area così grande che Morris evaporò ancora prima di poter riprendere la sua forma fisica. Ma Hydro-Man tornò unendo le sue forze con l'Uomo Sabbia. I due per poco non uccisero l'Uomo Ragno, dopo che un curioso incidente li aveva fusi in un unico essere: una gigantesca creatura di fango. L'Uomo Ragno e la polizia riuscirono infine a deidratare il mostro di fango finché non cadde in pezzi. Occorsero molti mesi prima che L'Uomo Sabbia e Hydro-Man potessero "slegarsi" e tornare ciascuno per la propria strada.
Dopo queste sconfitte, Hydro-Man capì subito di non essere tagliato per una carriera criminale solitaria. Negli anni seguenti unì le forze prima con lo Scarabeo, Boomerang, Rhino e Speed Demon per formare il Sinistro Sindacato, con i Terribili Quattro, con l'Assemblea del Male e con i Signori del male.

### Civil War
Durante gli eventi di Civil War, Hydro-Man scopre l'identità dell'Uomo Ragno e tenta di vendicarsi di lui unendo le forze con Shocker e Boomerang; anche questa volta viene sconfitto e catturato da una squadra di Ragno-cloni che lo deportano nella Zona Negativa.

## Poteri e abilità
Hydro-Man ha la capacità di trasformare le molecole del suo corpo in acqua, rendendo così quasi impossibile batterlo in uno scontro fisico, tuttavia il suo potere ha lo svantaggio di renderlo particolarmente vulnerabile all'elettricità ed al calore: basta una piccola scarica elettrica per sconfiggerlo e sebbene possa spegnere il fuoco, nemici che dispongono di un calore troppo potente, come la Torcia Umana, possono farlo evaporare. Un altro effetto della sua trasformazione è che Hydro-Man non invecchia ed è virtualmente immortale.

## Traduzione del nome in italiano
In italiano il personaggio è presentato con il nome originale in inglese, che è un composto dei sostantivi Hydro (Idro) e Man (Uomo), negli anni ottanta l'Editoriale Corno nelle prime edizioni de L'Uomo Ragno in italiano scelse di ribattezzare il personaggio "Uomo Acqua". Lo stesso nome gli è stato dato anche nella serie animata Spider-Man - L'Uomo Ragno.

## Altri media

### Cinema

#### Marvel Cinematic Universe
Un immaginario membro degli Elementali ispirato a Hydro-Man ed apparso come uno degli antagonisti terziari nel film del Marvel Cinematic Universe Spider-Man: Far from Home (2019).

### Animazione
Hydro-Man appare in:
- I Fantastici Quattro.
- Spider-Man - L'Uomo Ragno.
- The Spectacular Spider-Man.
- Ultimate Spider-Man.